# ヒーリング・プラネット
『ヒーリング・プラネット』は、桜野みねね作の漫画作品。エニックス（現スクウェア・エニックス）刊『月刊少年ガンガン』にて2000年8月号から2001年3月号まで連載。全8話。2004年にマッグガーデンから新装版全1巻が発売された。
桜野みねね短編集『ショーウィンドウのエミリー』に収録の『マザードール』が基になっているが、本作と『マザードール』の作品のデザインや話の流れが多少異なる。

## あらすじ
ある日、千寿院さとりは、自分のカバンに付いていたエビ寿司のキーホルダーが動き、しゃべったことに気付いた。しかも自分のパソコンもしゃべるようになっていた。さとりはそれらに「異次元カウンセラー」になってほしいと言われ、「異次元カウンセラー」というものがサッパリ分からないままに引き受ける羽目になった。

## 主な登場人物
千寿院 さとり（せんじゅいん さとり）
異次元カウンセラー。天然で何も考えていないように見えるが、実は彼女は彼女なりに生真面目に異次元カウンセラーに取り組んでいる。物忘れが激しく、学校でも困っているらしいがそれでも忘れるらしい。しかし、ぷにぷにが逃げ出した最初は、彼のことを翌日まで覚えていた。
ぷにぷに
さとりの助手。さとりのエビ寿司のキーホルダーに乗り移っている。最初は頼りないさとりに反発ばかりしていたが、さとりの純粋さにさとりをカウンセラーとして認めている。ぷにぷにという名前はさとりがキーホルダーにつけた名前らしいが、さとり本人は忘れている。
支部長（しぶちょう）
さとりのパソコンに乗り移って、さとりとぷにぷにの手助けをしているが、色々と苦労しているらしい。妻子持ちで、今回の任務は単身赴任らしい。
千寿院 かぐや（せんじゅいん かぐや）
江戸っ子言葉で話すさとりの兄。大学生。サッパリした性格。さとりにはお兄（おにい）と呼ばれている。バイトで夜遅くに帰宅することがほとんど。
千寿院 花実（せんじゅいん はなみ）
さとりの母親。料理が上手く、少し天然。
千寿院 義郎（せんじゅいん よしろう）
さとりの父親。詳細不明。登場シーンでは大体新聞を広げている。

## ゲストキャラ
CASE2-3 アンジェリカの場合
アンジェリカ
人とうまくコミュニケーションがとることが出来ず、周りを常に気にする対人恐怖症である。正反対の性格を持つミモザという妹がいる。

CASE4-6 Mother's doll
伊吹邪甲（いぶきじゃこう）
感情を持っておらず、念儒母の言葉にだけ反応するように作られている。念儒母を母と慕っていたが、自身が人形扱いされることに混乱し、支部長の勤め先である本部に助けを求める信号を送ったことから、さとりを紹介される。
念儒母（ねんじゅも）
伊吹邪甲を作った。思念を操ることができ、伊吹邪甲の思念も他の星から持ってきた可能性が高い。本気になると結構怖い。

CASE7-8 出来るならただ君に……
スノーフレーク
ご近所のお友達ポピーとケンカしてしまうが、さとりに励まされて素直になる。ケンカの原因はポピーの食べていたお菓子を彼が欲しがったところ、ポピーが意地悪をし、思わずポピーを叩いてしまったことから。さとりの兄に相談したところ、ポピーはお菓子をあげたら間接キスになっちゃうだろうと思って恥ずかしがったことから、つい意地悪をしてしまったという理由。その後、手紙によって無事に仲直りをする。今度はポピーと共にさとりの元へ来ることを約束する。

## 単行本
単行本は2001年にエニックスより発売されたが、エニックスお家騒動により、エニックスからマッグガーデンに移籍した為、新装版が2004年にマッグガーデンより発売されている（内容に旧版との違いはなく、カバーイラストのみ新装）。
コミックス収録内容
- CASE1 - 異次元カウンセラー
- CASE2 - アンジェリカの場合〈I〉
- CASE3 - アンジェリカの場合〈II〉
- CASE4 - Mother's doll〈I〉
- CASE5 - Mother's doll〈II〉
- CASE6 - Mother's doll〈III〉
- CASE7 - 出来るならただ君に……〈I〉
- CASE8 - 出来るならただ君に……〈II〉